# Fuera de serie (álbum del Binomio de Oro)
Fuera de serie es el décimo trabajo discográfico del Binomio de Oro, grabado por Codiscos  publicado el 17 de diciembre de 1982 y editado el 17 de marzo de 1983.
La canción Navidad, de la autoría de Rosendo Romero, se convirtió en un clásico de la época navideña en Colombia. Sus mayores éxitos fueron Enamorado De Ti, Con Las Frases Mías, Mosaico  Binomio # 2, El Conquistador y Lleno De Ti 
También fue exitosa la canción De Nuevo En Tu Ventana, del bajista y compositor José Vásquez.

## Canciones
1. Enamorado de ti (Marcos Díaz) 5:07
2. Soy amigo del amor (Poncho Cotes Jr) 5:42
3. El conquistador (Poncho Cotes Jr) 4:53
4. Navidad (Rosendo Romero) 4:22
5. Lleno de ti (Mateo Torres) 4:48
6. Mosaico Binomio N.º 2 - 7:09
  - Cumbia cienaguera (Andrés Paz Barros-Esteban Montaño Polo-Luis Enrique Martínez)
  - Cumbia sampuesana (José Joaquín Bettín Martínez)
  - La estereofónica (Pedro Salcedo)
  - La pollera colorá (Wilson Choperena-Juan Madera)
  - Ramita de matimbá (Rosendo Martínez)
  - Esperma y ron (Fortunato Chadid) (Versión Cumbia del caribe)
  - Cumbiambera (Miguel Ignacio Núñez Paredes)
  - La cumbiamberita (Miguel Ignacio Núñez Paredes)
  - La piragua (José Barros)
  - Amaneciendo (Adolfo Echeverría)
7. De nuevo en tu ventana (José Vásquez "Quevaz") 3:40
8. Cuando decidas (Rafael Manjarrés) 3:58
9. Complaciendo a mi gente (Binomio de Oro) 4:27
10. Con las frases mías (Roberto Calderón) 5:16[1]

## Filmografía
La canción Lleno de ti fue parte de la banda sonora de la serie biográfica sobre el artista, Rafael Orozco, El Ídolo, e interpretada por el actor protagonista y exvocalista del Binomio de Oro, Alejandro Palacio.